# Mark Clattenburg
Mark Clattenburg (ur. 13 marca 1975 w Consett) – angielski sędzia piłkarski prowadzący mecze w Chinese Super League. W latach 2004–2017 sędzia w Premier League oraz sędzia międzynarodowy w latach 2006–2017. 

## Kariera
Mark Clattenburg debiutował na poziomie English Football League w dniu 12 sierpnia 2000 roku w meczu EFL League Two pomiędzy Chesterfield F.C. oraz York City F.C. W ciągu czterech lat awansował do grupy sędziów Select Group, czyli arbitrów rozstrzygających spotkania w Premier League. Na najwyższym szczeblu rozgrywkowym w Anglii debiutował 21 sierpnia 2004 roku w meczu Crystal Palace F.C. - Everton F.C. (1:3).
Dwa lata później został awansowany do grupy sędziów międzynarodowych. Pierwszym prowadzonym przez niego meczem było spotkanie 3 rundy Pucharu Intertoto pomiędzy Herthą BSC i FK Moskwa (0:0) rozegrane 16 lipca 2006 roku. Jedenaście dni później zadebiutował w rozgrywkach Pucharu UEFA prowadząc mecz Omonia Nikozja - HNK Rijeka (2:1). W listopadzie 2006 roku po raz pierwszy został delegowany na mecz seniorskich reprezentacji narodowych w którym Australia podejmowała Ghanę (1:1). 
Latem 2008 roku został wyznaczony do prowadzenia spotkania o Tarczę Wspólnoty, jednak mecz ten został mu odebrany ze względu na wszczęte postępowanie w sprawie zadłużenia firmy powiązanej z sędzią Clattenburgiem. Angielska federacja zawiesiła arbitra do czasu wyjaśnienia sprawy. W styczniu 2009 roku pojawiły się informacje o rozwiązaniu umowy Clattenburga z PGMO (organizacja zarządzająca sędziami w lidze angielskiej). Dodatkowo wyszło na jaw, że Clattenburg miał wysyłać e-maile z pogróżkami do osoby wnoszącej sprawę. Ostatecznie po apelacji, Clattenburg został ukarany zawieszeniem na okres ośmiu miesięcy i mógł wrócić do sędziowania 8 kwietnia 2009 roku.
W roku 2010 zadebiutował w Lidze Mistrzów prowadząc mecz drugiej rundy kwalifikacji pomiędzy Hapoel Tel Awiw oraz FK Željezničar. W tej samej edycji poprowadził po raz pierwszy mecz w fazie grupowej w dniu 3 listopada 2010 roku prowadząc mecz AJ Auxerre oraz AFC Ajax.
W 2011 roku FIFA wybrała go na jednego z sędziów Mistrzostw Świata U-20. W roku 2012 pojechał na Euro 2012 jako dodatkowy sędzia asystent (sędzia bramkowy) w zespole Howarda Webba. W sierpniu tego samego roku pojechał na Letnie Igrzyska Olimpijskie, gdzie był sędzią meczu finałowego pomiędzy Meksykiem i Brazylią.
28 października 2012 roku Chelsea F.C. złożyła oficjalne zawiadomienie do angielskiej federacji przeciwko Clattenburgowi za używanie nieodpowiedniego języka w rozmowie z ich zawodnikiem Johnem Obi Mikelem. Zarzutów tych nigdy nie udowodniono, natomiast nigeryjski piłkarz otrzymał karę trzech meczów zawieszenia za wtargnięcie do szatni sędziów po meczu. Do prowadzenia spotkań arbiter wrócił 26 listopada 2012 roku.
11 sierpnia 2013 r. Clattenburg sędziował mecz o Tarczę Wspólnoty pomiędzy Manchester United a Wigan Athletic. Rok później otrzymał możliwość poprowadzenia spotkania o Superpuchar Europy UEFA pomiędzy Realem Madryt a Sevillą.
15 grudnia 2015 r. Komitet Sędziowski UEFA wybrał Clattenburga jako jednego z 18 arbitrów głównych do sędziowania podczas Mistrzostw Europy we Francji w 2016 r. W roku 2016 Clattenburg otrzymał możliwość poprowadzenia aż trzech finałów prestiżowych rozgrywek. Najpierw 21 maja 2016 r. Clattenburg sędziował finał Pucharu Anglii pomiędzy Crystal Palace a Manchester United. Zaledwie tydzień później wyszedł na boisko jako rozjemca w finale Ligi Mistrzów pomiędzy Realem Madryt a Atletico Madryt. Trzeci finał miał miejsce 8 lipca 2016 r. po decyzji Komitetu Sędziowskiego UEFA o nominacji Clattenburga jako arbitra głównego finału Mistrzostw Europy we Francji pomiędzy Portugalią a Francją.
28 grudnia 2016 r. Na gali Globe Soccer Awards Clattenburga wybrano najlepszym sędzią 2016 roku na świecie.
16 lutego 2017 r. oficjalna strona angielskiej ekstraklasy poinformowała, że Mark Clattenburg odchodzi z Premier League i przenosi się do Arabii Saudyjskiej, gdzie będzie sędziował mecze tamtejszej ligi. Kilka dni później władze Premier League poinformowały, że przeniesienie nastąpi dopiero po zakończeniu sezonu 2016/2017, a sam Clattenburg zostanie szefem sędziów w Arabii Saudyjskiej.
Clattenburg przez 18 miesięcy łączył obowiązki szefa sędziów w Arabii Saudyjskiej z sędziowaniem niektórych spotkań rozgrywanych tamże. Niecałe dwa tygodnie później ogłoszono, że Clattenburg zostanie jednym z arbitrów prowadzących spotkania w Chinese Super League.
W 2020 r. przyznał, że podczas finału Ligi Mistrzów w 2016 r., pomiędzy Realem Madryt a Atlético Madryt, popełnił błąd, uznając tym pierwszym gola zdobytego ze spalonego.

## EURO 2016
Mark Clattenburg na Mistrzostwa Europy pojechał z 3 sędziami asystentami i 2 sędziami dodatkowymi.
| Sędziowie asystenci | Sędziowie dodatkowi |
| ------------------- | ------------------- |
| Simon Beck          | Anthony Taylor      |
| Jake Collin         | Andre Marriner      |
| Stuart Burt (rez.)  |                     |

Mark Clattenburg na Mistrzostwach Europy sędziował w 4 meczach.
| Lp. | Data            | Miejsce                                | Sędziowane mecze     | Rezultat        | Faza turnieju |
| --- | --------------- | -------------------------------------- | -------------------- | --------------- | ------------- |
| 1.  | 13 czerwca 2016 | Parc OL, Lyon                          | Belgia - Włochy      | 0:2             | Faza grupowa  |
| 2.  | 17 czerwca 2016 | Stade Geoffroy-Guichard, Saint-Étienne | Czechy - Chorwacja   | 2:2             | Faza grupowa  |
| 3.  | 25 czerwca 2016 | Stade Geoffroy-Guichard, Saint-Étienne | Szwajcaria - Polska  | 1:1 k. 4:5      | 1/8 finału    |
| 4.  | 10 lipca 2016   | Stade de France, Saint-Denis           | Portugalia - Francja | 0:0 (dogr.) 1:0 | Finał         |

### Kartki
| Żółta kartka | Czerwona kartka |
| ------------ | --------------- |
| 23           | 0               |

### Zawodnicy ukarani kartkami
| Zawodnik          | Reprezentacja | Żółta kartka | Czerwona kartka |
| ----------------- | ------------- | ------------ | --------------- |
| Jan Vertonghen    | Belgia        | 1            | 0               |
| Giorgio Chiellini | Włochy        | 1            | 0               |
| Éder              | Włochy        | 1            | 0               |
| Leonardo Bonucci  | Włochy        | 1            | 0               |
| Thiago Motta      | Włochy        | 1            | 0               |
| Tomáš Sivok       | Czechy        | 1            | 0               |
| Milan Badelj      | Chorwacja     | 1            | 0               |
| Marcelo Brozović  | Chorwacja     | 1            | 0               |
| Domagoj Vida      | Chorwacja     | 1            | 0               |
| Fabian Schär      | Szwajcaria    | 1            | 0               |
| Johan Djourou     | Szwajcaria    | 1            | 0               |
| Artur Jędrzejczyk | Polska        | 1            | 0               |
| Michał Pazdan     | Polska        | 1            | 0               |
| Cédric            | Portugalia    | 1            | 0               |
| João Mário        | Portugalia    | 1            | 0               |
| Raphaël Guerreiro | Portugalia    | 1            | 0               |
| William Carvalho  | Portugalia    | 1            | 0               |
| José Fonte        | Portugalia    | 1            | 0               |
| Rui Patrício      | Portugalia    | 1            | 0               |
| Samuel Umtiti     | Francja       | 1            | 0               |
| Blaise Matuidi    | Francja       | 1            | 0               |
| Laurent Koscielny | Francja       | 1            | 0               |
| Paul Pogba        | Francja       | 1            | 0               |